# Nesphostylis holosericea
Nesphostylis holosericea är en ärtväxtart som först beskrevs av John Gilbert Baker, och fick sitt nu gällande namn av Bernard Verdcourt. Nesphostylis holosericea ingår i släktet Nesphostylis och familjen ärtväxter. Inga underarter finns listade i Catalogue of Life.